# 엽기병

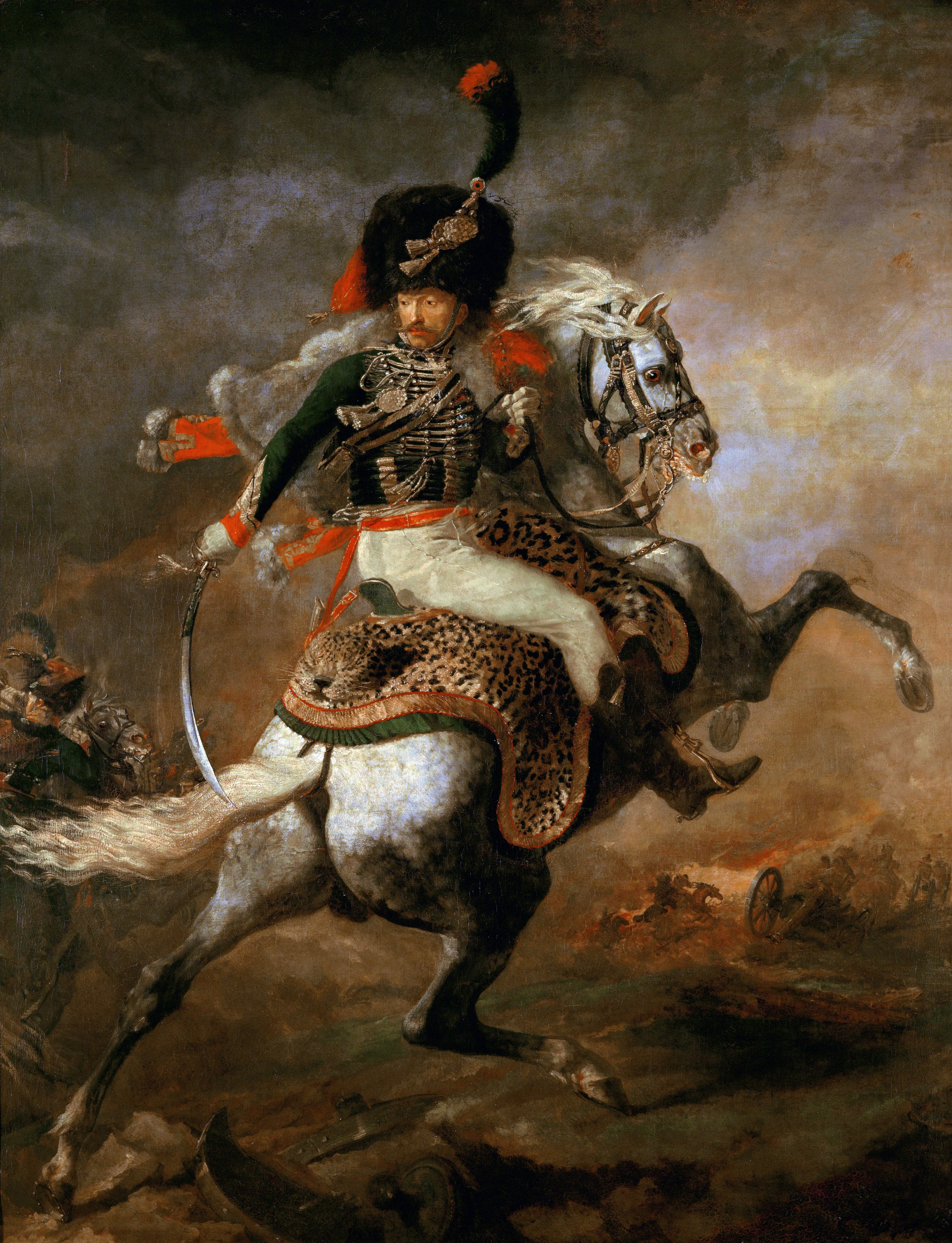
테오도르 제리코의 《돌격하는 엽기병》.

엽기병(獵騎兵, 프랑스어: Chasseur 샤쇠르[*])은 프랑스나 벨기에에 존재했던, 빠른 기동을 목적으로 훈련된 경기병이었다.